# Ceroxylon vogelianum
Ceroxylon vogelianum là loài thực vật có hoa thuộc họ Arecaceae. Loài này được (Engel) H.Wendl. mô tả khoa học đầu tiên năm 1878.